# Goździk kropkowany

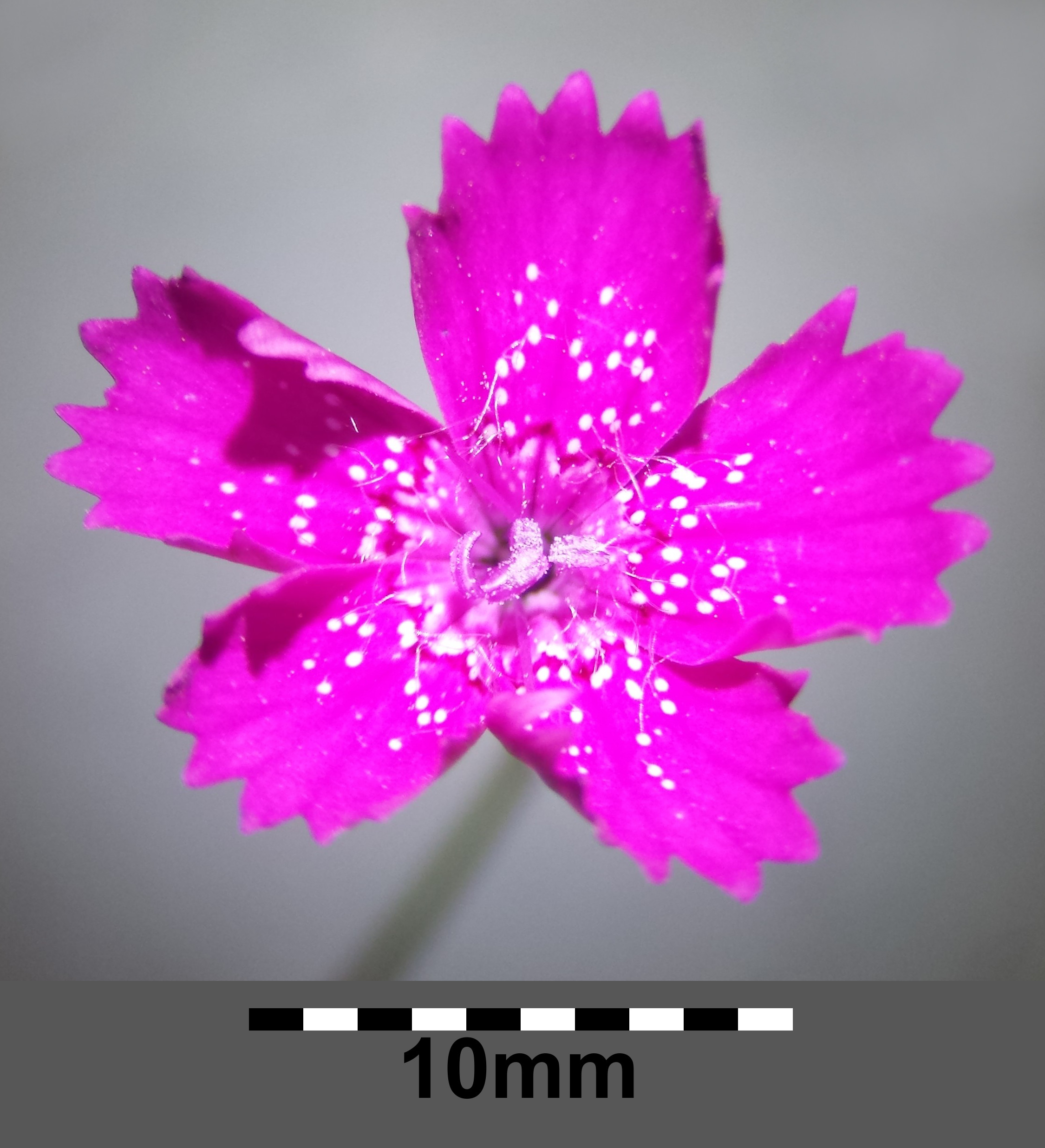
Kwiat

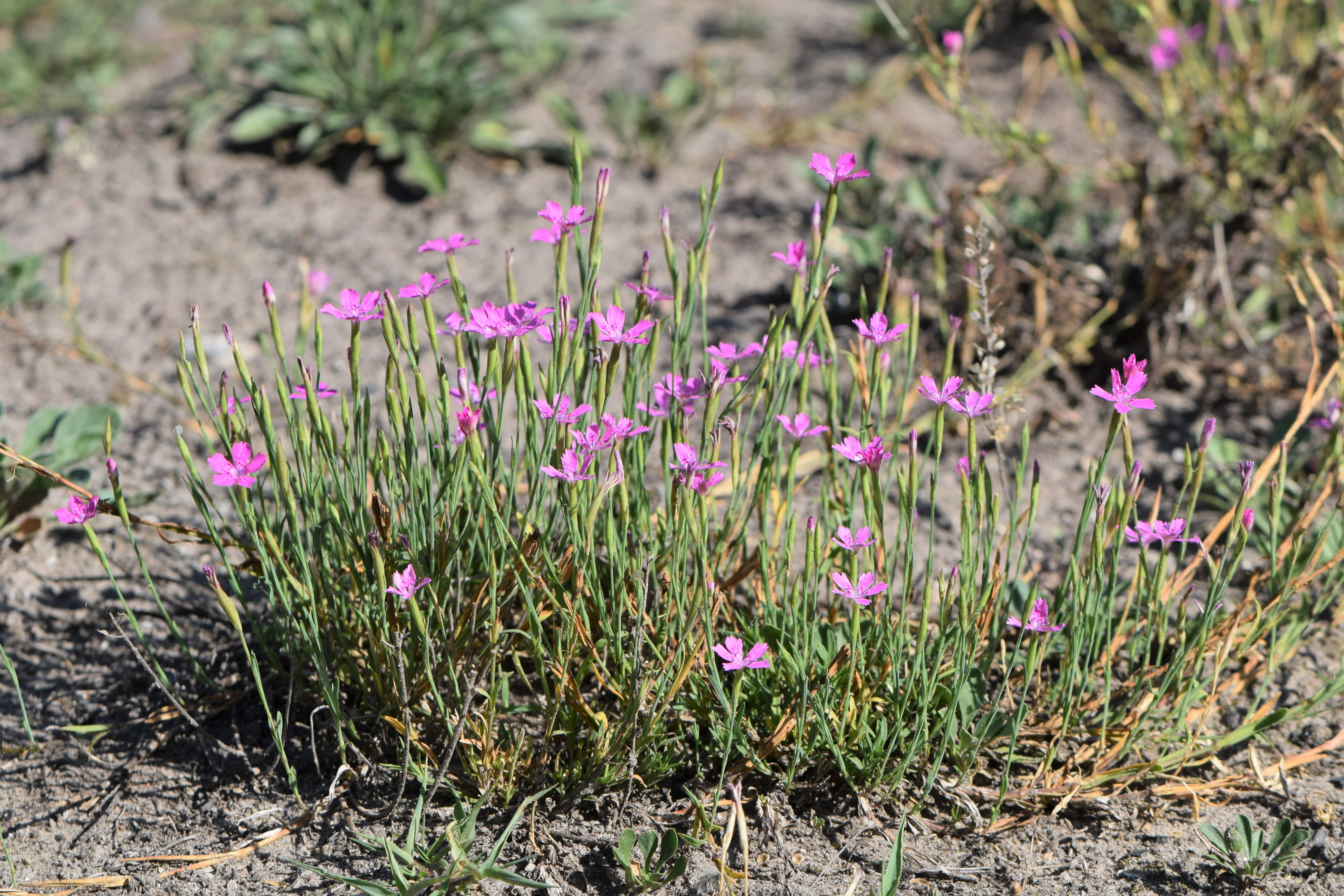
Kępa goździka kropkowanego

Goździk kropkowany, g. widełkowaty (Dianthus deltoides L.) – gatunek rośliny wieloletniej należący do rodziny goździkowatych. Występuje w Europie i w Azji (Syberia i Indie). W Polsce jest dość pospolity na niżu i w niższych położeniach górskich. Jest także uprawiany. W Polsce występuje jego podgatunek Dianthus deltoides L. subsp. deltoides. Znany też jako goździk upstrzony.

## Morfologia
PokrójRoślina darniowa tworząca luźne darnie o wysokości 10–40 cm. Cała roślina ma zielony lub sinawy kolor.
ŁodygaPłożąca się i wznosząca, rozgałęziona. Tworzy kolanka, z których wyrastają liście. Jest omszona krótkimi włoskami.
LiścieUlistnienie naprzeciwległe. Liście równowąskie, całobrzegie, ostro zakończone, bez przylistków, o szerokości do 3 mm. Są 3-nerwowe, całe omszone krótkimi włoskami i zrośnięte nasadami.
KwiatyDrobne (1–1,5 cm średnicy), zebrane w luźną wiechę. Kwiaty są siedzące lub wyrastają na krótkich szypułkach. Kielich sztywny, złożony z 5 zrośniętych działek, oraz 2, dwukrotnie krótszych od kielicha szydlastych łusek podkielichowych (przysadek). Korona składa się z 5 wolnych, płytko ząbkowanych płatków o deltoidalnym kształcie (stąd łacińska nazwa gatunku). Mają one różowopurpurowy kolor, jasne plamki i ciemny pierścień w środku korony. Wewnątrz kwiatu 1 słupek i 10 pręcików.
OwocTorebka otwierająca się 4 ząbkami. Nasiona drobne, liczne.

## Biologia i ekologia
Bylina, chamefit, hemikryptofit. Siedlisko: suche łąki, zbocza, nieużytki, pastwiska, zarośla. Preferuje tereny piaszczyste, unika podłoża wapiennego. W klasyfikacji zbiorowisk roślinnych gatunek charakterystyczny dla związku (All.) Vicio lathyroidis-Potentillion, Ass. Diantho-Armerietum. Gatunek dość ekspansywny, za pomocą kłączy szybko rozrastający się. Kwiaty przedprątne, kwitną od czerwca do września, zapylane są przeważnie przez motyle. Nie wydzielają zapachu. Liczba chromosomów 2n = 30.

## Zastosowanie i uprawa
- Zastosowanie. Uprawiany jako roślina ozdobna, zwykle na kwiat cięty, na murkach lub na rabatach. Doskonale nadaje się także do ogródków skalnych[9]. Jest łatwy w uprawie i całkowicie odporny na mróz[9]. W uprawie liczne odmiany o różnych barwach, również dwubarwne, jak np. "Arctic Fire", który ma białe płatki z czerwonym oczkiem w środku.
- Uprawa. Uprawiany jest przeważnie z nasion[10]. Nasiona wysiewa się do inspektu od maja do czerwca, siewki wymagają pikowania gdy mają 3-4 liście, do gruntu wysadza się pod koniec lipca lub z początkiem sierpnia[10]. Może być też rozmnażany przez podział bryły korzeniowej lub przez sadzonki. Wymaga słonecznych stanowisk i gliniasto-piaszczystych gleb o stałej wilgotności[10]. Po przekwitnięciu należy roślinę mocno przyciąć.

## Zmienność
- Tworzy mieszańce z goździkiem brodatym, goździkiem kartuzkiem, goździkiem kosmatym, goździkiem piaskowym[5].
- Podgatunki[4]:
  - Dianthus deltoides L. subsp. degenii (Bald.) Strid, syn. Dianthus degenii Bald. – występuje w południowej Europie
  - Dianthus deltoides L. subsp. deltoides – występuje we wschodniej, środkowej i północnej Europie i na Syberii